# 天山区
天山区（維吾爾語：تەڭرىتاغ رايونى‎）是中国新疆维吾尔自治区乌鲁木齐市所辖的一个市辖区。总面积为223平方公里，常住人口为65.28万人。区人民政府駐东环路166号。
清代，今天山区为迪化城与新满城以及城厢所在:6。

## 行政区划
天山区下辖16个街道办事处：
燕儿窝街道、胜利路街道、团结路街道、解放南路街道、新华南路街道、和平路街道、解放北路街道、幸福路街道、东门街道、新华北路街道、青年路街道、碱泉街道、延安路街道、红雁街道、南草滩街道和东泉路街道。

## 人口
截至2020年末，全区总人口为652792人。天山区有汉、维吾尔、回等44个民族，其中常住人口46.43万人、流动人口23.1万人。

## 交通

### 公路
- 乌鲁木齐绕城高速、 312国道、 314国道过境。

### 地鐵
- █ 乌鲁木齐地铁1号线的车站有三屯碑站、新疆大学站、二道桥站、南门站、北门站。

## 全国重点文物保护单位
- 乌鲁木齐陕西大寺